# جویان
جویان نام روستایی از توابع بخش مرکزی شهرستان جهرم در استان فارس است.